# Brombeer-Kleinbärchen
Das Brombeer-Kleinbärchen (Meganola albula), auch Weißliches Graueulchen, Marmoriertes Brombeerspinnerchen oder Moorbrombeergerank-Kleinbärchen genannt, ist ein Schmetterling (Nachtfalter) aus der Familie der Eulenfalter (Noctuidae).

## Merkmale

### Falter
Mit einer Flügelspannweite von 17 bis 22 Millimetern bzw. 14 bis 22 Millimetern zählen die Falter zu den kleineren Eulenfalterarten. Die Flügel sind kurz und breit, die Vorderflügel weißlich oder weißgrau gefärbt. Das Mittelfeld hebt sich meist markant dunkelbraun ab, wobei ein schmales Mittelband zuweilen noch dunkler erscheint. Die Postdiskalregion sowie der Saumbereich schimmern hellbraun. Ring-, Nieren- und Zapfenmakel fehlen oder sind kaum erkennbar. Die Hinterflügel sind einfarbig weißgrau und am Saum verdunkelt. Männliche Falter haben gekämmte Fühler, weibliche dagegen fadenförmige. Die Palpen sind hell und auffällig lang.

### Raupe
Erwachsene Raupen sind weißlich, gelblich oder bräunlich gefärbt. Sie besitzen auf dem Rücken zwei aus schwarzen Punkten gebildete Linien sowie kleine Warzen mit langen Haarbüscheln auf jedem Segment.

## Geographische Verbreitung und Vorkommen
Das Brombeer-Kleinbärchen kommt in Europa im Norden bis Südengland und Südschweden vor. Seit dem 19. Jahrhundert dehnt es sich Richtung Norden aus, beispielsweise nach England 1859, nach Dänemark 1938, nach Schleswig-Holstein 1945 und nach Gotland 1949. In der Mitte und im Süden Europas ist die Art verbreitet. Außerdem ist sie in Asien bis Japan nachgewiesen. Sie besiedelt vorzugsweise moorige Bruchwälder, Hartholzauenwälder, Heidelbeerfluren und Waldränder mit Brombeergestrüpp.

## Lebensweise
Die nachtaktiven Falter fliegen hauptsächlich im Juni und Juli in einer Generation im Jahr, im Süden Europas erscheint zuweilen eine zweite Generation. Sie besuchen gerne künstliche Lichtquellen. Am Köder erscheinen sie selten. In der typischen Ruhestellung ist der Kopf abwärts gerichtet. Die Raupen ernähren sich bevorzugt von den Blättern verschiedener Brombeerarten (Rubus), aber auch von weiteren Pflanzen, beispielsweise von Heidelbeeren (Vaccinium myrtillus), Wasser-Minze (Mentha aqualica) oder Erdbeeren (Fragaria). Die Art überwintert als Raupe. Die Verpuppung erfolgt in einem leichten Gespinst an dürren Brombeerzweigen.

## Gefährdung
Das Brombeer-Kleinbärchen kommt zwar in allen deutschen Bundesländern vor, wird aber auf der Roten Liste gefährdeter Arten auf der Vorwarnliste geführt. Da die Art sehr versteckt lebt, ist diese Klassifizierung eventuell nicht zwingend.